# Synegia lineata
Synegia lineata är en fjärilsart som beskrevs av Swinhoe 1902. Synegia lineata ingår i släktet Synegia och familjen mätare. Inga underarter finns listade i Catalogue of Life.